# Lîsohirka, Litîn
Lîsohirka (în ucraineană Лисогірка) este un sat în comuna Șevcenka din raionul Litîn, regiunea Vinnița, Ucraina.

## Demografie
Componența lingvistică a localității Lîsohirka
     Ucraineană (100%)
Conform recensământului din 2001, toată populația localității Lîsohirka era vorbitoare de ucraineană (100%).